# ボブ・オートン・ジュニア
ボブ・オートン・ジュニア（Bob Orton Jr.、本名：Robert Keith Orton Jr.、1950年11月10日 - ）は、アメリカ合衆国のプロレスラー。カウボーイ・ボブ・オートン（"Cowboy" Bob Orton）のリングネームで知られる。カンザス州カンザスシティ出身。愛称は「エース」。父親のボブ・オートン、実弟のバリー・オートン、息子のランディ・オートンもプロレスラーである。
キャリア全盛期はカウボーイ・ギミックのヒールとして活動し、NWAやWWF（現：WWE）の次期世界チャンピオンの有力候補とされたが、持ち前の反骨精神や素行の悪さも災いし、ビッグ・タイトルには縁がなかった。私生活においても喧嘩っ早いことで知られた。しかし、高度なレスリング技術と荒っぽい喧嘩ファイトが混在した独創的なスタイルは飛び抜けており、レスラー仲間や関係者、玄人筋のファンからの評価は非常に高い。

## 来歴
ヒロ・マツダやジャック・ブリスコのトレーニングを受け、エディ・グラハムが主宰していたNWAフロリダ地区で1972年にデビュー。1973年よりジム・バーネット主宰のNWAジョージア地区に転戦、当初はミスター・レスリング2号のパートナーに起用されるなどベビーフェイスのポジションにいたが、やがて鼻っ柱の強さを活かしたヒールに転向。1975年6月27日にはディック・スレーターとの喧嘩屋コンビでボブ・アームストロング&ロバート・フラーからNWAジョージア・タッグ王座を奪取した。
1976年5月25日には古巣のフロリダでジャック・ブリスコを破りNWAフロリダ・ヘビー級王座を獲得。7月にダスティ・ローデスに敗れタイトルを失うも、同年にテリー・ファンクのNWA世界ヘビー級王座に挑戦して「幻の戴冠」を果たすなど、次期NWA世界王者の有力候補に浮上した。
同時期、彼同様にシューターとして名を馳せたボブ・ループとタッグチームを結成、1977年から1979年にかけて、フロリダやアラバマなど南部のタッグ戦線を席巻した。アラバマでは覆面レスラーのジ・インベーダー（The Invader）に変身し、1979年1月にジェリー・ブラックウェルと組んでタッグ王座を奪取したこともある。この間、1978年にはAWAに参戦、カウボーイ・ギミックの先達であるブラックジャック・ランザのパートナーを務め、ランザやニック・ボックウィンクルと組んでグレッグ・ガニア&ジム・ブランゼルのハイ・フライヤーズが保持していたAWA世界タッグ王座にも挑戦している。
1979年下期、ランディ・サベージの父親アンジェロ・ポッフォが立ち上げたケンタッキー州レキシントンの新興インディー団体ICW（インターナショナル・チャンピオンシップ・レスリング）にループや弟のバリー・オートンと共に参画。最終的にはポッフォと袂を分かつが、NWA非加盟の独立団体に協力したために、すぐにはNWAの主要テリトリーに戻ることができず、1981年からはループと共にビル・ワットのMSWAに転出。テッド・デビアス、マイク・ジョージ、ジャンクヤード・ドッグらと抗争し、8月6日にはミシシッピ・ヘビー級王座も獲得した。
1982年2月より、グラン・ウィザードをマネージャーに迎えてWWFに登場。このWWF参戦を機にリングネームをカウボーイ・ボブ・オートン（Cowboy Bob Orton）に定着させ、8月2日にニューヨークのマディソン・スクエア・ガーデンにてボブ・バックランドのWWFヘビー級王座に挑戦、10月4日の定期戦ではアンドレ・ザ・ジャイアントとシングルマッチで対戦した。また、当時ペドロ・モラレスが保持していたインターコンチネンタル・ヘビー級王座にも再三挑戦している。
1983年はジム・クロケット・ジュニアが主宰するノースカロライナのNWAミッドアトランティック地区を活動拠点に、旧友スレーターと共に当時のNWA世界ヘビー級王者ハーリー・レイスのボディーガードとなってリック・フレアーやリッキー・スティムボートと抗争。翌年1月8日にはドン・カヌードルをパートナーに、トーナメントの決勝でドリー・ファンク・ジュニア&ジミー・バリアントを下してミッドアトランティック版のNWA世界タッグ王座を獲得した。

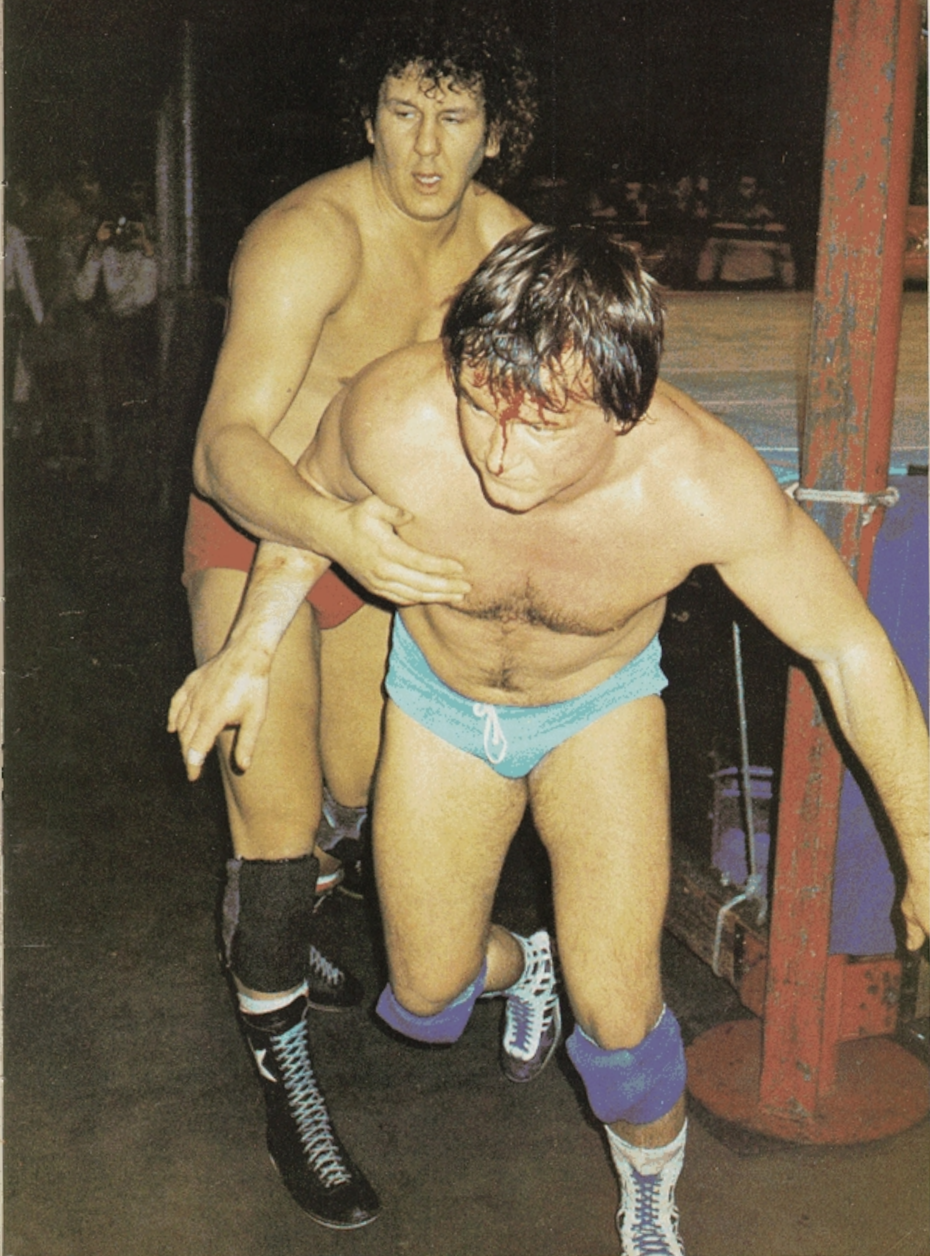
前方はロディ・パイパー（1986年）

1984年、ビンス・マクマホン・ジュニアの新体制下で全米侵攻を開始していたWWFと再契約。ロディ・パイパー、ポール・オーンドーフとヒールのユニットを結成して、ハルク・ホーガンと敵対する悪役3人組の1人として活躍した。1985年には『サタデー・ナイト・メイン・イベント』の第1回放送（5月10日収録、翌11日放送）においてホーガンのWWF世界ヘビー級王座に挑戦している。また、この頃から左前腕にギプスを装着し、凶器として用いることもあった。1985年3月31日のレッスルマニア第1回大会のメインイベント（ホーガン&ミスター・T対パイパー&オーンドーフ）では、パイパー組のセコンドだった彼の凶器ギプス攻撃の誤爆が決まり手となっている。この誤爆がもとで仲間割れしたオーンドーフがグループを離脱してからも、パイパーとはコンビを組み続け、エース（Ace）のニックネームでパイパーのボディーガードを担当。パイパーのベビーフェイス転向後はドン・ムラコと新コンビを結成していたが、1987年11月7日のサム・ヒューストンとの試合を最後にWWFを退団した（勝敗のブックを巡りヒューストンと揉めたために解雇されたという）。
以降はジム・コルネットが主宰するノックスビルのSMWやシカゴのAWF、カリフォルニア州マリナ・デル・レイのUWFなど各地のインディー団体で活動後、1990年代後半に引退した。

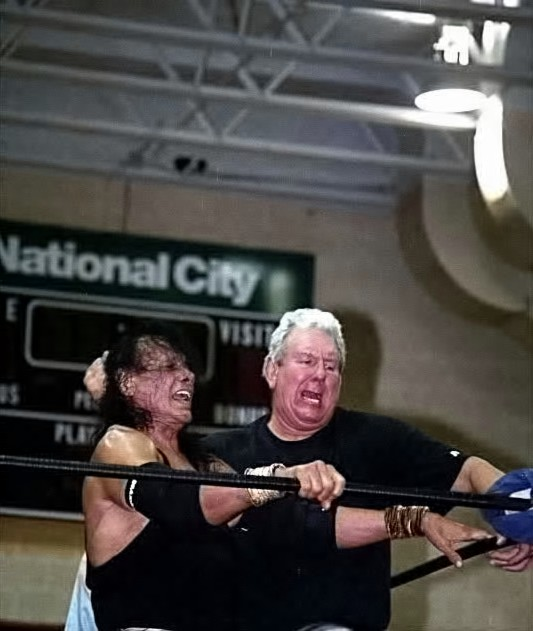
ジミー・スヌーカ（左）と対戦するオートン（2009年、ペンシルベニアのインディー団体にて）

2005年に入り、WWEで息子ランディ・オートンとジ・アンダーテイカーの抗争アングルが開始されると、ランディのマネージャー役としてスマックダウンに登場。4月3日のレッスルマニア21ではランディ対テイカー戦に乱入、往年の凶器ギプス攻撃を見せた（レッスルマニア前日にはWWE殿堂に迎えられている）。その後も息子のマネージャーとなって活動、試合にも時折出場した。
2005年12月18日のアルマゲドンにおいて、アンダーテイカーとの試合中にストーリー上の吐血。オートンはかつて血液から感染する肝炎を患っていたことがあり、その事実を知りながらストーリーを変更しなかったWWEのライター陣に対してアンダーテイカーが激怒。その結果、ボブ・オートン・ジュニアが絡むストーリーラインは終了することとなり、2006年2月13日にWWEを解雇された。
その後は2010年11月15日のRAW（オールド・スクール・エディション）、2012年4月20日のスマックダウンに登場。スマックダウンではランディの抗争相手ケインの襲撃を受けるなどストーリーにも絡んだ。

### 日本での活躍
1975年4月、全日本プロレスに初来日。『チャンピオン・カーニバル』の第3回大会に参加したが、トーナメント1回戦でジャンボ鶴田に敗退している。キャリア不足を露呈して戦績は芳しくなかったものの、同じく同大会に初来日したマイク・ジョージやスティーブ・カーンと共に「若手三羽烏」などと呼ばれ将来を期待された。
7年半ぶりの再来日となる1982年10月からは、WWFとの提携ルートで新日本プロレスの『闘魂シリーズ』に参戦。シリーズ最終戦では藤波辰巳の持つWWFインターナショナル・ヘビー級王座に挑戦することが発表されていたが、その後シリーズ開幕戦で藤波と仲間割れした長州力に挑戦者が変更された。1983年3月の『ビッグ・ファイト・シリーズ 第1弾』への来日時に実現したアドリアン・アドニスとのタッグチームは、共にニューヨークのWWFから新日本に招聘されたことから「マンハッタン・コンビ」と呼ばれ、繰り出したハイジャック攻撃（コーナーポストを利用したツープラトン攻撃）の数々は、後に長州率いる維新軍団などがコピーしてタッグマッチにおける一大潮流となる。スタン・ハンセン&ブルーザー・ブロディの「超獣コンビ」の対抗馬とも目されたが、諸事情でオートンの継続参戦が困難になり、以降アドニスはディック・マードックと新チームを組んだ。また、維新軍団の離脱などで新日本の選手層が薄くなった時期には、1984年11月1日の東京都体育館における藤波とのWWFインターナショナル・ヘビー級選手権試合で花道を馬に乗って入場するなど、興行の盛り上げに一役買った。WWF離脱後の来日となる1988年には、覆面を被り "海賊男" ビリー・ガスパー（Billy Gasper）を演じたこともある。同年11月に素顔に戻り、マードック&スコット・ホールとのトリオで『'88ジャパンカップ・シリーズ』のイリミネーション・タッグリーグ戦に出場した。
1990年10月には、SWSの旗揚げシリーズに外国人エースとして来日。10月18日の横浜アリーナにおける旗揚げ第1戦では、ワンナイト・タッグトーナメントのセミファイナルでジェフ・ジャレットをパートナーに天龍源一郎&ザ・グレート・カブキと対戦した。SWSには1991年1月にも参戦して、ジャレット、ティト・サンタナ、キラー・ブルックスと組んでのタッグマッチに出場した。
以降は新日本プロレスに参戦していないが、1992年7月11日にオーストリアのグラーツ（オットー・ワンツ主宰のCWA）にて、ブル・パワーの離脱で空位となっていたCWAインターコンチネンタル王座を藤波と争っている。同年12月と翌1993年には、ケンドー・ナガサキが主宰していたNOWに参戦した。
2008年2月16日、IGFの有明コロシアム大会『GENOME3』にゲストとして久々に来日、ビリー・ガスパーのコスチュームで登場後に覆面を脱ぎ、65歳の誕生日を控えていたアントニオ猪木を祝福した。

## 得意技
スーパープレックス
雪崩式ブレーンバスター。相手がコーナーポスト最上段に登った際の逆襲技としてではなく、本家のスコット・アーウィンと同様に、ブレーンバスターの要領で相手をコーナーポストまで抱え上げ、最上段に座らせた状態にしてから放った。
スパイク・パイルドライバー
新日本プロレスではアドリアン・アドニス、NWAではディック・スレーターとのコンビで使用していた。
オクラホマ・スタンピード
フォーム的にはパワースラムに近かった。
長滞空式ブレーンバスター
ニー・ドロップ
エルボー・ドロップ
エルボー・スタンプ
ナックル・パンチ
ブルドッギング・ヘッドロック
リバース・スプラッシュ
ギプス攻撃
日本では公開されなかったが、ジャーマン・スープレックスも彼の得意技だった。月刊プロレス（現：週刊プロレス）でのインタビューでは、フロリダでカール・ゴッチにコーチを受けた際、マスターしたとのこと。また、新日本プロレス初参戦時のデビュー戦では、木村健吾を相手にアトミック・ドロップからそのまま抱え式バックドロップのコンビネーション技で快勝、TV中継の解説を担当していた山本小鉄が「上手い」と唸った。

## 獲得タイトル
ジョージア・チャンピオンシップ・レスリング
- NWAジョージア・ジュニアヘビー級王座 : 1回[37]
- NWAジョージア・タッグ王座 : 2回（w / ミスター・レスリング2号、ディック・スレーター）[5]
- NWAメイコン・タッグ王座 : 1回（w / ディック・スレーター）[38]

チャンピオンシップ・レスリング・フロム・フロリダ
- NWAフロリダ・ヘビー級王座 : 1回[6]
- NWAフロリダ・タッグ王座 : 3回（w / ボブ・オートン・シニア、ボブ・ループ×2）[39]

サウスイースタン・チャンピオンシップ・レスリング
- NWAサウスイースタン・タッグ王座 : 5回（w / ロニー・ガービン×2、ボブ・ループ×2、ジェリー・ブラックウェル）[8]

ミッドアトランティック・チャンピオンシップ・レスリング
- NWA世界タッグ王座（ミッドアトランティック版） : 1回（w / ドン・カヌードル）[15]

インターナショナル・チャンピオンシップ・レスリング
- ICWサウスイースタン・ヘビー級王座 : 1回[40]
- ICWサウスイースタン・タッグ王座 : 2回（w / ボブ・ループ、バリー・オートン（英語版））[41]
- ICW TV王座 : 1回[42]

ミッドサウス・レスリング・アソシエーション
- ミッドサウス・ミシシッピ・ヘビー級王座 : 1回[11]

ワールド・レスリング・エンターテインメント
- WWE殿堂 : 2005年度[21]

インディー団体
- AWFヘビー級王座 : 1回
- PCWヘビー級王座 : 1回
- UWFサザン・ステーツ・ヘビー級王座 : 2回
- VWS TV王座 : 1回
- MPWヘビー級王座 : 1回
- CSWAヘビー級王座 : 1回